# 牡丹江省 (中国共産党)
牡丹江省（ぼたんこうしょう）は中華民国末期に中国共産党が設置した中国共産党革命根拠地。満州国が設置した牡丹江省と同時代の行政区画名であるため混同されることもあるが、行政管轄地域が異なる。

## 歴史
1945年（民国34年）、日本の敗戦に伴い満州国が崩壊すると11月に共産党は東北人民自治軍牡丹江地区司令部を設置、1946年4月、旧牡丹江省に綏寧省牡丹江専区を設置した。1947年8月20日、東北行政委員会は牡丹江専区及び合江省東安専区を統合し新たに牡丹江省の設置を決定、10月1日に省政府正式成立すると省会を牡丹江市に接地し、2市14県を管轄した。
1948年7月9日、東北行政委員会は牡丹江省の廃止を決定、牡丹江市及び寧安、鏡泊、新海、五林、東寧、綏陽、穆棱の7県は松江省に、密山、虎林、鶏寧、林口、宝清、饒河の6県は合江省に移管された。

## 行政区画
下部行政区画は下記の通り。
- 牡丹江市
- 東安市:1947年密山県に編入
- 寧安県:
- 鏡泊県
- 新海県
- 五林県
- 穆棱県
- 東寧県
- 綏陽県
- 林口県
- 鶏寧県
- 密山県
- 虎林県
- 宝清県
- 饒河県
- 永安県:1947年廃止。